# ویلیام نجار
ویلیام نجار یا ویلیام کارپنتر، ویکنت ملون و نجیب‌زاده فرانسوی بود که در رِکُونکیستا در اسپانیا و در نخستین جنگ صلیبی شرکت کرد. او به دلیل فرارش از ارتش هم در اسپانیا و هم در جریان نخستین جنگ صلیبی بدنام شد اما به دلیل قدرتش در نبرد نیز شناخته شده می‌شد و از این رو لقب «نجار» را به دست آورد. او پس از نخستین جنگ صلیبی به سرزمین مقدس بازگشت و ادامه زندگی یا مرگ او در هاله ای از ابهام فرورفت.

### جانشینی
به گفته رابرت راهب وقایع نگار قرن دوازدهم، ویلیام «از خانواده سلطنتی» بود و با هیو یکم، کنت ورماندوآ و برادرش، فیلیپ یکم، پادشاه فرانسه، خویشاوندی داشت.

### اقدامات نظامی
به گفته راهب قرن دوازدهمی، گیبرت نوژنتی، ویلیام «در کلمات قدرتمند بود، اما در عمل کمتر … مردی بود که تصمیم داشت کارهای بسیار بزرگی برای خود انجام دهد.» ویلیام عضو سپاهی فرانسوی بود که در سال ۱۰۸۷ برای کمک به آلفونسو ششم لئون در محاصره تودلا علیه مرابطون به اسپانیا لشکر کشید. او ممکن است یکی از رهبرانی باشد، که همراه با اودس یکم، دوک بورگوندی، برادرزاده کنستانس همسر آلفونسو در راه کمک به محاصره راهی آنجا گردید. ارتش فرانسه هرگز به تودلا نرسید و با کسب موفقیت اندکی، عقب‌نشینی کرد. گیبرت می‌گوید که ویلیام «مثل یک بدبخت عقب نشینی کرد و تعداد بی شمار از سربازان سرگردانش را رها کرد.» اقدامات ویلیام در اسپانیا ممکن است الهام‌بخش شخصیت گانلون در سرود رولان باشد که احتمالاً در اوایل قرن دوازدهم و بر اساس وقایع مشابهی که در زمان فرمانروایی شارلمانی قرن‌ها قبل رخ داده بود، نوشته شده‌است.
در فرانسه، گیبرت می‌گوید که بر خلاف صلح و آتش‌بس الهی، درگیر جنگ‌های کوچک علیه دیگر اشراف و «غارت جنایتکارانه» روستاها شده بود. در سال ۱۰۹۶ او به نخستین جنگ صلیبی پیوست. او در حملات به یهودیان در ماینتس به رهبری امیچو فولنهایم شرکت کرد. ارتش امیچو بعداً با مجارها نبرد کرد و در طی آن ویلیام توانست «سر رئیس سپاه مجارستان را که یکی از اعضای مشاور [ شاه کولومان ]، و مردی مهم با موهای سفید بود، از بدنش جدا کند.» پس از متفرق شدن ارتش امیچو در پی این نبرد، ویلیام و دیگر رهبران فرانسوی به ارتش خویشاوندش هیو یکم، کنت ورماندو پیوستند. ارتش هیو به سمت جنوب و ایتالیا حرکت کرد و در بندر باری، هیو، ویلیام را به عنوان سفیر به نزد فرماندار بیزانسی شهر دراج فرستاد. ویلیام سپس با هیو به قسطنطنیه سفر کرد، و او از جمله مردانی بود که به ملاقات با گادفری بوین، که در اواخر سال به شهر رسید، شتافت.

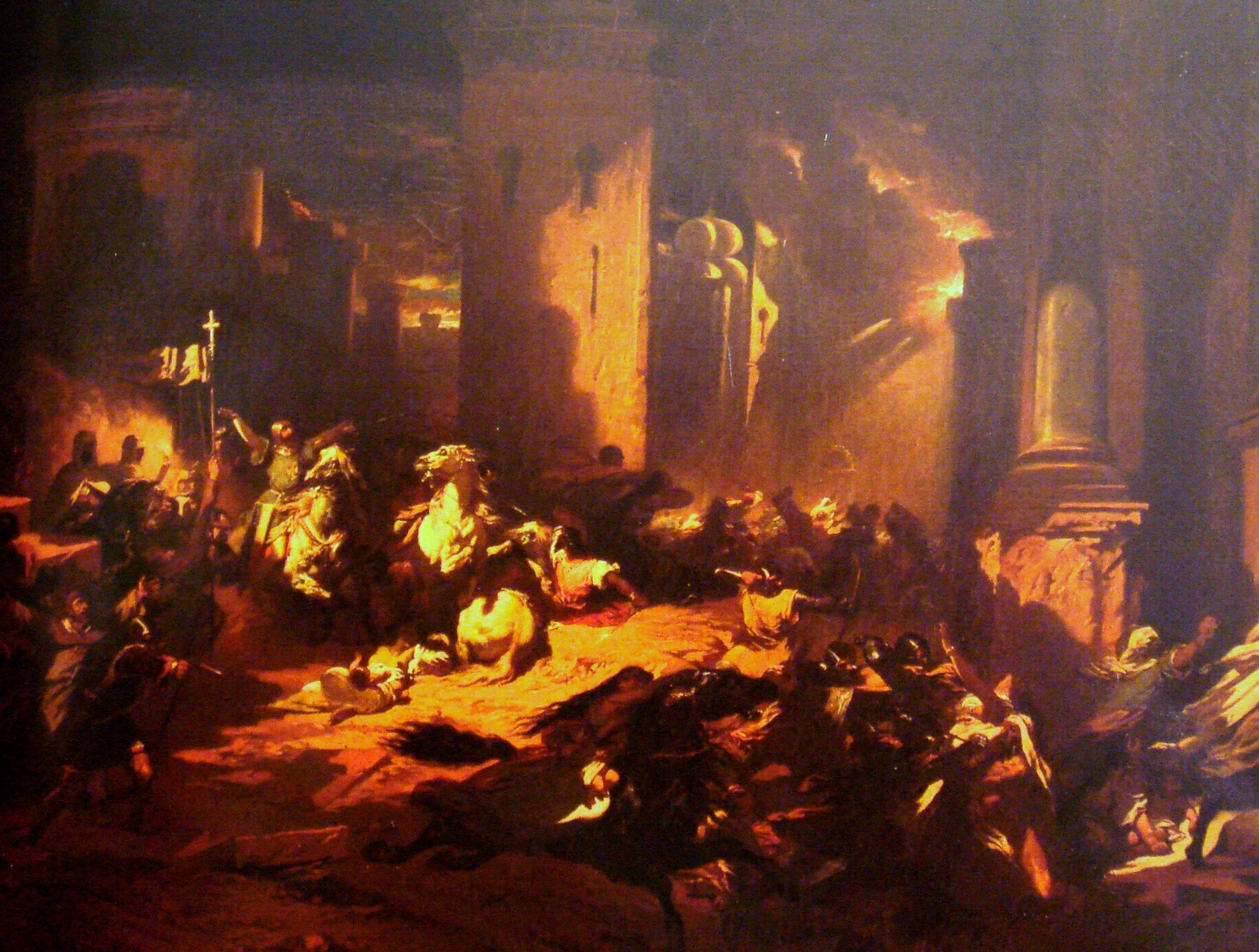
تسخیر انطاکیه توسط بوهموند تارانتو. نقاشی L. Gallait، ۱۸۴۰.

تا زمان محاصره انطاکیه در سال ۱۰۹۸، هیچ اشاره ای به ویلیام نشده‌است. جنگجویان صلیبی از کمبود آذوقه رنج می‌بردند و شمار زیادی از سربازان فرار می‌کردند. ویلیام در ژانویه ۱۰۹۸ همراه با راهب فرانسوی پیتر زاهد، که ارتش عوام الناس را پیش از رسیدن سپاه صلیبیون شاهزادگان به قسطنطنیه رهبری کرده بود از محاصره انطاکیه فرار کردند. ویلیام احتمالاً در این مرحله عضوی از ارتش بوهموند یکم بود، زیرا بوهموند خواهرزاده خود تانکرد را برای یافتن آنها فرستاده و آنها را به اردوگاه بوهموند بازگرداندند. رابرت راهب برای فرار ویلیام دلیل می‌آورد به این مضمون که: «او قبلاً هرگز چنین رنجی از گرسنگی را تجربه نکرده بود.» ویلیام «تمام شب را در چادر بوهموند گذراند و مانند یک زباله روی زمین دراز کشید.» بوهموند او را سرزنش کرد و او را «ننگی رقت بار برای کل سپاه فرانک ها» خواند و از فرارش از ارتش فرانک‌ها در اسپانیا در سال ۱۰۸۷ یاد کرد. رهبران دیگر از بوهموند خواستند که از او را ببخشد و در نتیجه مجازات ویلیام متوقف شد. با این حال، ویلیام که آنقدر شرمنده نبود دوباره فرار کرد.
آلبرت آخنی می‌گوید که دومین فرار ویلیام در ژوئن ۱۰۹۸ همراه با یکی از بستگان بوهموند به نام ویلیام گراند مسنیل روی داد. آنها در جاده دور از انطاکیه، به استفان کنت بلوآ، که یکی دیگر از رهبران جنگ صلیبی که از محاصره گریخته بود، پیوستند. آنها به سوی قسطنطنیه حرکت کردند، اما در راه با امپراتور الکسیوس یکم کومننوس روبرو شدند که با یک ارتش امدادی به سوی انطاکیه در حرکت بود. آنها توانستند او را به بیهودگی محاصره صلیبیون متقاعد و همراه امپراتور به قسطنطنیه بازگشتند.
ظاهراً ویلیام در جنگ صلیبی ۱۱۰۱ به سرزمین مقدس بازگشت. اورشلیم در نخستین جنگ صلیبی با موفقیت فتح شد و کسانی که پیش از پایان سفر به خانه بازگشته بودند مورد شرمساری قرار گرفته و برای جنگ صلیبی دیگری حرکت کردند. برخی از آنها، مانند استفان دوم، کنت بلوآ، در سفر دوم خود کشته شدند. اما ویلیام جان سالم به در برد تا در سیاست پادشاهی جدید اورشلیم شرکت کند. او از جمله مردانی بود که از پادشاه بالدوین یکم درخواست کردند تا مقام دیمبرت پیزایی را به عنوان پاتریارک لاتین اورشلیم به او بازگرداند. او همچنین به همراه بالدوین یکم در محاصره اشکلون در سال ۱۱۰۲ حضور داشت ویلیام ممکن است در مناطق شمالی، در شاهزاده نشین صلیبی انطاکیه به عنوان دست نشانده بوهموند ساکن شده باشد، زیرا نام او به عنوان شاهد در منشوری از انطاکیه در سال ۱۱۰۱ یاد شده‌است.

## لقب و شهرت
اقدامات ویلیام در محاصره انطاکیه از راه کتاب گستا فرانکوروم نوشته مؤلفی گمنام و مجهول‌الهویه که خود شاهد وقایع بوده‌است، شناخته شده‌است. گستا پس از جنگ صلیبی در اروپا بسیار محبوب شد، اما بعدها توسط خوانندگانش مورد بازنویسی قرار گرفت. این کتاب توسط نویسندگان تحصیل کرده تری، همانند دو راهب فرانسوی به نام‌های روبرت و گیبرت، که مشتاق بودند اطلاعاتی دربارهٔ صلیبیون فرانسوی مانند ویلیام به آن اضافه کنند، مورد نگارش دوباره و بازنویسی قرار گرفته و گسترش یافت. به گفته روبرت، ویلیام "نام "کارپنتر" را به این دلیل به دست آورد که هیچ کس نمی‌خواست در نبرد با او روبرو شود زیرا: هیچ سینه، کلاه یا سپری وجود نداشت که بتواند در برابر ضربه کوبنده نیزه یا شمشیر او مقاومت کند. گیبرت می‌گوید که او را «نجار نامیدند، نه به این دلیل که صنعتگر چوب بود، بلکه به این دلیل که در جنگ مانند نجار، سربازان را تکه تکه می‌کرد». کریستوفر تایرمن این لقب را به عنوان «مهارت‌های ویلیام به عنوان یک قصاب در میدان جنگ» تفسیر می‌کند. ادوارد گیبون، که ظاهراً سخنان گیبرت را اشتباه فهمیده بود، منشا این نام مستعار را «ضربات سنگین تبر او» دانسته‌است.